# Przemysław Burchard

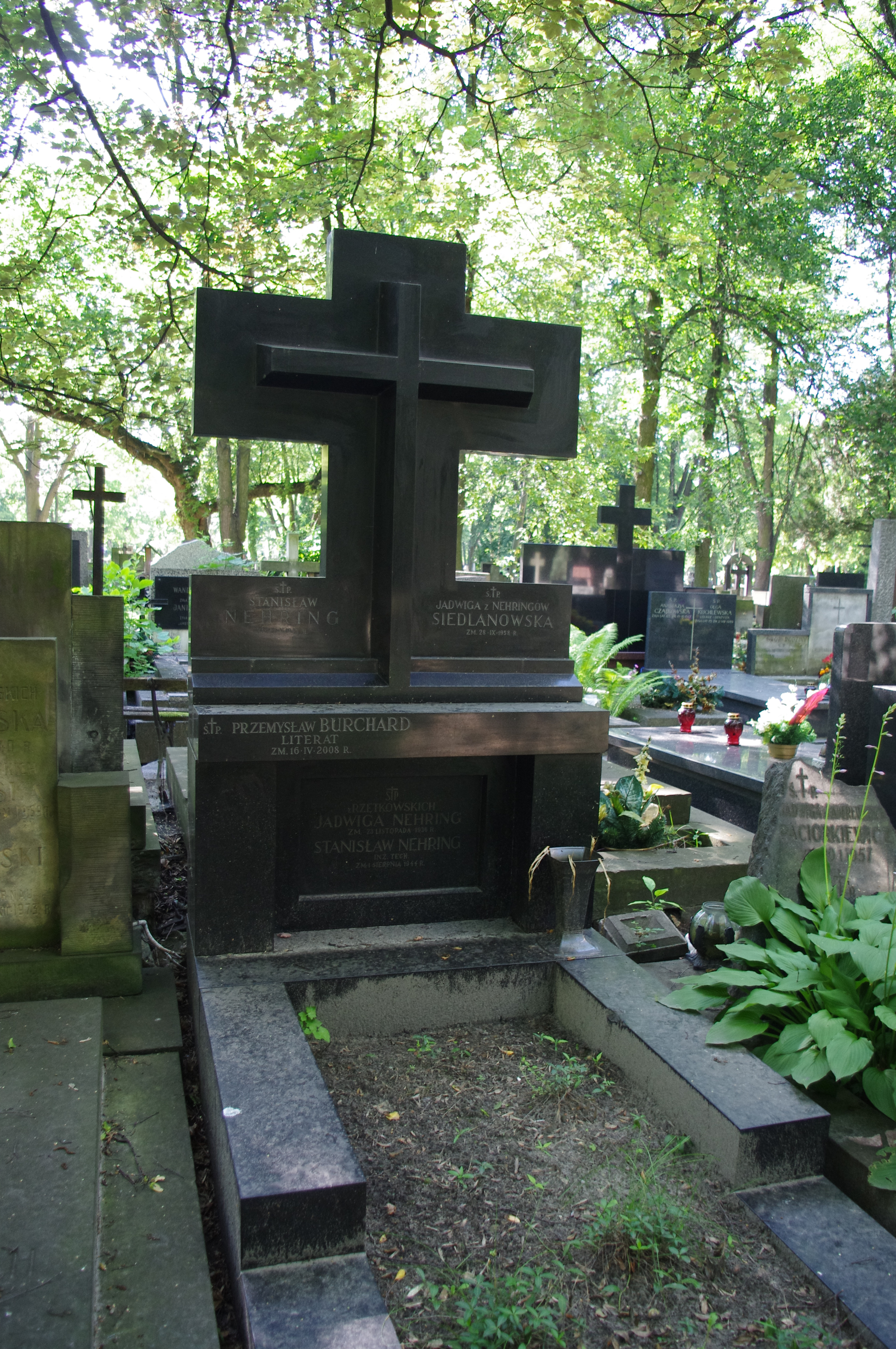
Grób literata Przemysława Burcharda na Starych Powązkach w Warszawie

Przemysław Seweryn Burchard (ur. 5 lipca 1925 w Podgórzu k. Torunia, zm. 16 kwietnia 2008 w Warszawie) – polski etnograf, prozaik, reportażysta, redaktor i wydawca, podróżnik i speleolog.

## Życiorys
Jest absolwentem I Liceum Ogólnokształcącego im. Jarosława Dąbrowskiego w Tomaszowie Mazowieckim. Ukończył studia etnograficzne na Wydziale Historii Uniwersytetu Jagiellońskiego w Krakowie, studiował też w Szkole Inżynierskiej w Szczecinie. W czasie II wojny światowej żołnierz Narodowych Sił Zbrojnych i Armii Krajowej (Kedyw i 25 pp AK), podporucznik Pogotowia Akcji Specjalnej Narodowego Zjednoczenia Wojskowego. W maju 1945 brał udział w brawurowym ataku na areszt UB w Tomaszowie Mazowieckim i odbiciu kpt. „Marsa” Dębskiego. Aresztowany i skazany na karę śmierci, złagodzoną wskutek amnestii na karę więzienia.
Od 1953 do 1955 asystent w Zakładzie Badania Sztuki Ludowej Państwowego Instytutu Sztuki w Krakowie. Był współpracownikiem prof. Romana Reinfussa. W latach 1955–1958 był założycielem i redaktorem naczelnym czasopisma „Ziemia”. Debiutował w 1957 na łamach prasy. Od 1960 mieszkał w Warszawie. Członek kolegium redakcyjnego pisma „Poznaj Świat, publikował też w piśmie „Wierchy”.
Uprawiał taternictwo, speleologię, kajakarstwo, łucznictwo i nurkowanie. Prekursor polskiej speleologii, inicjator nurkowania swobodnego w Polsce (inicjator ekspedycji odkrywczych w latach 1950–1966). Autor wielu książek etnograficznych i podróżniczych. Podróżował po Ameryce Południowej i Środkowej, Australii i Oceanii, Nowej Gwinei, Afryce i Dalekim Wschodzie. W swoich badaniach zajmował się zwłaszcza mniejszościami narodowymi, akulturacją, interferencją kulturową. Sprowadzoną przez niego kolekcję związaną z Indianami kolumbijskimi można oglądać w Państwowym Muzeum Etnograficznym w Warszawie.
W okresie stanu wojennego w Polsce aktywny działacz opozycji demokratycznej w PRL, działał w Prymasowskim Komitecie Pomocy Pozbawionym Wolności i Ich Rodzinom. Po 1989 wydawca katalogów sztuki dawnych ziem wschodnich, książek historycznych, poezji, zbiorów dokumentów historycznych, przewodników krajoznawczych i książek z zakresu najnowszej historii Polski (w założonym przez siebie wydawnictwie „Burchard Edition”).
Członek Klubu Grotołazów i Oddziału Warszawskiego Związku Literatów Polskich.
Mieszkał w Warszawie przy ul. Podleśnej. Pochowany 22 kwietnia 2008 na cmentarzu Powązkowskim w Warszawie (kwatera 139-1-19).

## Odznaczenia i nagrody
- Srebrny Krzyż Zasługi z Mieczami
- Krzyż Walecznych
- Krzyż Partyzancki
- Medal Wojska
- Krzyż Armii Krajowej
- Krzyżem Narodowego Czynu Zbrojnego
- nagroda „Życia Literackiego” za książkę Za ostatnim przystankiem (1986)

## Twórczość
- Z wyprawy grotołazów (opowiadania dla młodzieży). Nasza Księgarnia Warszawa 1957
- Noc bez gwiazd (opowiadania). Sport i Turystyka Warszawa 1957
- Podwodne przygody (opowiadania). Wiedza Powszechna Warszawa 1960
- Tropami folkloru (szkice). Wydawnictwo Harcerskie „Horyzont” Warszawa 1960
- Na szlaku. Nowoczesny sprzęt turystyczny (poradnik). Wydawnictwo Harcerskie „Horyzont” Warszawa 1960
- Na dno świata (reportaże). Czytelnik Warszawa 1961 seria: „Z żaglem”
- Kariera ministra (opowieść; wsp. Aleksander Drożdżyńskim. Wydawnictwo MON Warszawa 1963; seria Biblioteka Żółtego Tygrysa)
- Mały przewodnik kolekcjonera. Moje hobby (wsp. Eugeniuszem Gołowin). Iskry Warszawa 1966
- Wśród magotów i krokodyli (reportaże) Wiedza Powszechna Warszawa 1963; wydanie Kuba: 1967
- Krok za rogatki (szkice). Ludowa Spółdzielnia Wydawnicza Warszawa 1964
- Bułgaria (przewodnik). Wiedza Powszechna Warszawa 1965, 1967, 1980 ISBN 83-21-4010-9-0; 1987, ISBN 83-21-4010-9-0; seria: Biblioteka – Kraje, Ludzie, Obyczaje"
- Duchy żółtych liści (opowiadania). Nasza Księgarnia Warszawa 1965
- Węgry (przewodnik). Wiedza Powszechna 1966, 1974, 1988, ISBN 83-21-4055-4-1; seria: Biblioteka – Kraje, Ludzie, Obyczaje"
- Inne kraje, inne ludy (szkice etnograficzne) Ludowa Spółdzielnia Wydawnicza Warszawa1967, 1974
- Operacja "Pluto". Wydawnictwo Morskie 1967; seria: Miniatury Morskie
- Rumunia (przewodnik). Wiedza Powszechna Warszawa 1968, 1976; seria: Biblioteka – Kraje, Ludzie, Obyczaje
- Rzym (przewodnik). Wiedza Powszechna Warszawa 1971, 1982, ISBN 83-21-4021-7-8; 1987, ISBN 83-21-4021-7-8; seria: Biblioteka – Kraje, Ludzie, Obyczaje
- Indianie z peryferii (powieść). Ludowa Spółdzielnia Wydawnicza Warszawa 1973
- Sandomierz (szkic). Państwowe Zakłady Wydawnictw Szkolnych Warszawa 1973
- Dżungla za progiem (reportaże podróżnicze). Czytelnik Warszawa 1975, 1978; seria: Z żaglem; przekład niemiecki: Unter Indianern Kolumbiens, tłum. Bolko Schweinitz; F. A. Brockhaus 1976, 1979, 1984, 1987. ISBN 3-325-00216-1
- Operacja Kret (reportaż) Czytelnik Warszawa 1977. seria: Z żaglem; przekład niemiecki: Unternehmen Maulwurf, tłum. Bolko Schweinitz; F. A. Brockhaus 1982)
- Za ostatnim przystankiem (reportaże). Czytelnik Warszawa1985. ISBN 83-07-0150-3-0; seria: Z żaglem
- Australijczycy (szkice etnograficzne; Wiedza Powszechna Warszawa 1990. ISBN 83-21-4070-2-1; przekład niemiecki: Australier. Geschichte, Konflikte, Bräuche, Sitten, tłum. Bolko Schweinitz; Urania 1990. ISBN 3-332-00331-3)

## Inne prace redakcyjne
- Pierre Minvielle, W głąb ziemi (autor przedmowy; tłum. Janina Zielonko; Nasza Księgarnia 1972
- Związki polsko-rumuńskie [w:] Sebastian Bonifaciu, Nicolae Docnescu, Ioana Vasiliu-Ciotoiu, Przewodnik po Rumunii (Sport i Turystyka, 1978)
- Tadeusz Boy-Żeleński, Erinnerungen an das Labyrinth. Krakau um die Jahrhundertwende: Skizzen und Feuilletons (autor fotografii; tłum. z jęz. polskiego Bolko Schweinitz; Leipzig, G. Kiepenheuer 1979)
- Pamiątki i zabytki kultury żydowskiej w Polsce (autor opracowania; przewodnik; Zakłady Graficzne "Reprint" Piotr Piotrowski 1990)